# Granges-la-Ville
Granges-la-Ville – miejscowość i gmina we Francji, w regionie Burgundia-Franche-Comté, w departamencie Górna Saona.
Według danych na rok 1990 gminę zamieszkiwało 188 osób, a gęstość zaludnienia wynosiła 72 osoby/km² (wśród 1786 gmin Franche-Comté Granges-la-Ville plasuje się na 557. miejscu pod względem liczby ludności, natomiast pod względem powierzchni na miejscu 985.).